# Nova (roche martienne)
Pour les articles homonymes, voir Nova (homonymie).
Nova est un caillou d'une roche martienne analysé par le rover Curiosity lors de son exploration de la planète rouge.
Après avoir découvert la météorite Lebanon en mai 2014, Curiosity continue de se diriger vers le mont Sharp (Aeolis Mons). Le rover s'arrête en chemin le 12 juillet 2014 afin de procéder à des analyses sur une roche de la taille d'une balle de baseball, granulométriquement un caillou, nommée « Nova » par les scientifiques. Curiosity utilise le laser de l'instrument ChemCam sur la roche ; cette dernière émet de petits flashs, étincelles de plasma résultant de l'ablation par chaque tir du laser. Selon Sylvestre Maurice, de l'Institut de recherche en astrophysique et planétologie (IRAP) à Toulouse : depuis sa mise en service sur Mars, « le laser de la ChemCam a tiré plus de 150,000 fois sur Mars ; mais c'est la première fois que nous [pouvons observer les étincelles de] plasma [qui] se créent ». Les analyses préliminaires indiquent que la roche de Nova est enrichie en silice, oxyde d'aluminium et oxyde de sodium relativement aux autres oxydes (de fer et de magnésium notamment), composition qui contraste avec celle de la couche de poussière qui le recouvre, plus pauvre en ces trois premiers oxydes. Selon les scientifiques de la mission MSL de la NASA, la composition chimique de ce caillou est classique parmi les roches rencontrées par Curiosity sur sa route vers le mont Sharp.